# Harold Perrineau Jr.
Harold Perrineau Jr. (7. august 1963 i Brooklyn, New York) er en amerikansk skuespiller, bl.a. kendt for sin rolle som Michael Dawson i tv-serien Lost og thrilleren 28 Weeks Later. Han bliver ofte krediteret uden suffikset Jr.

## Udvalgt filmografi
- Smoke (1995)
- Romeo + Julie (1996)
- Rivalene (1997)
- Forloveren (1999)
- Woman On Top (2000)
- On Line (2002)
- The Matrix Reloaded (2003)
- The Matrix Revolutions (2003)
- 28 Weeks Later (2007)
- Felon (2008)
- Zero Dark Thirty (2012)

### Tv-serier
- Lost (2004–08)
- Constantine (2014-15)
- Oz
- Sons of Anarchy (2008-2014)